# يعقوب بن تور
يعقوب بن تور (بالعبرية: יעקב בן-תור) (1910 - 2002) عالم بيولوجيا إسرائيلي. 
حصل على جائزة إسرائيل في مجال علوم الحياة عام 1955.

## حياته
ولد يعقوب بن تور باسم كورت فينتر في عام 1910 في مدينة على بحر البطليق هي مدينة كانت تسمى كونيغسبرغ في شرق بروسيا في ألمانيا، وتغير اسمها في عام 1945 لتكون باسم كاليننغراد وتقع حاليا في روسيا.
بدأ دراسة القانون في جامعة كونيغسبرغ، ثم في جامعة برلين، ثم درس علم اللغة في جامعة السوربون في باريس، قبل أن يغادر أوروبا.
ومع صعود الحزب النازي إلى السلطة في ألمانيا، هاجر إلى فلسطين تحت الانتداب الفلسطيني (إسرائيل حاليا) في عام 1933، حيث عبرن اسمه ليكون يعقوب بن تور.
التحق بن تور إلى قسم الجيولوجيا في الجامعة العبرية في القدس، وواصل دراساته للحصول على درجة الدكتوراه في سويسرا، حيث اعتقل بطريق الخطأ مع اندلاع الحرب العالمية الثانية بتهمة الاشتباه في كونه جاسوسا ألمانيا، لكنه استطاع الهرب إلى فلسطين تحت الانتداب البريطاني.
وبعد ذلك بفترة قصيرة أنهى أطروحته في الجامعة العبرية، وأصبح أول شخص يمنح درجة الدكتوراه من تلك الجامعة.
خدم بين عامي 1944 و1948 في المجلس المؤقت للدولة المستقبلية، كعضو في حزب عاليا هاداشا الذي يضم مهاجرين من ألمانيا. كما خدم في الهاجاناه (وهي الميليشيات المسلحة التي كانت نواة للجيش الإسرائيلي)، وطلب منه البروفيسور يسرائيلي دوستروفسكي الخدمة في حيميد في القسم العلمي.
ومع ذروة الحرب العربية الإسرائيلية في عام 1948، عمل مع ليو بيكارد وأكيفا أفيكا فرومان، في رسم خرائط جيولوجية لصحراء النقب، بعرض تحديد أماكن احتياطيات محتملة للنفط واليورانيوم.  لكنهم لم يعثروا إلا على احتياطيات للفوسفات قرب ديمونة واحتياطيات النحاس في تيمنا.
وحصل بفضل ذلك العمل هو وفرومان على جائزة إسرائيل لاحقا.
وفي تلك الفترة أنهى بن تور أطروحة الدكتوراه الثانية في جامعة السوربون. وفي عام 1953 عمل رئيسا للجمعية الجيولوجية الإسرائيلية، وعين في عام 1954 رئيسا لهيئة المسح الجيولوجي الإسرائيلي.  
وعمل رئيسا لقسم الجيولوجيا في الجامعة العبرية في القدس، ولاحقا أستاذا في جامعة  كاليفورنيا في سان دييغو في الولايات المتحدة الأمريكية.
وابنه هو أمنون بن تور عالم الآثار الذي حصل على جائزة إسرائيل في مجال علم الآثار عام 2019.

## جوائز
- حصل على جائزة إسرائيل في مجال علوم الحياة في عام 1955.[5]